# St. Maria (Bergen)

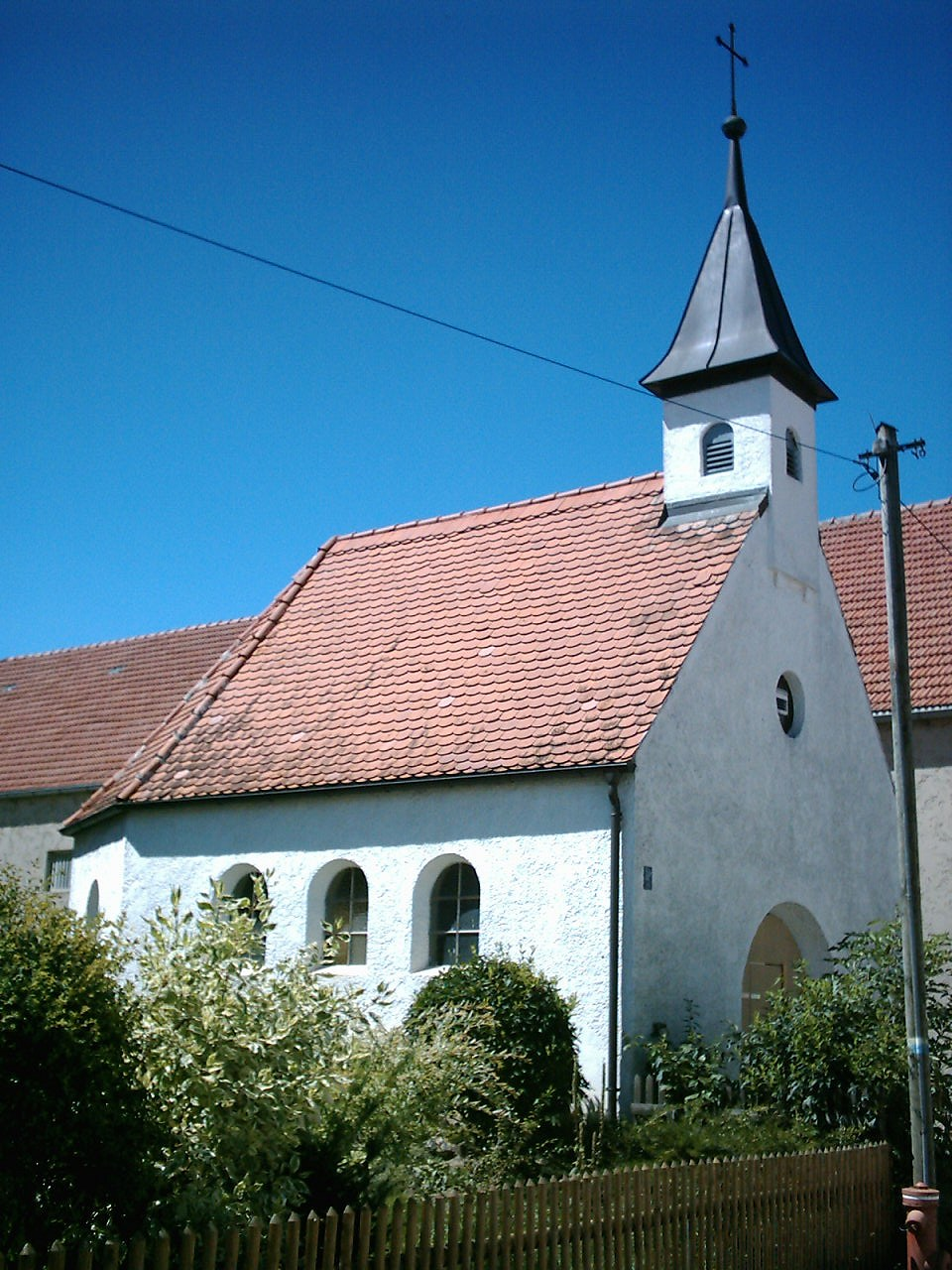
Kapelle St. Maria in Bergen

Die katholische Kapelle St. Maria in Bergen, einem Gemeindeteil von Affing im schwäbischen Landkreis Aichach-Friedberg in Bayern, wurde um 1900 errichtet. Die Kapelle an der Miederinger Straße 8 ist ein geschütztes Baudenkmal.
Der nach Südwesten gerichtete Bau besitzt einen dreiseitigen Schluss. Der quadratische Dachreiter wird von einem Spitzhelm gedeckt. Im Inneren ist eine Flachdecke vorhanden.